# Leandro Bassano

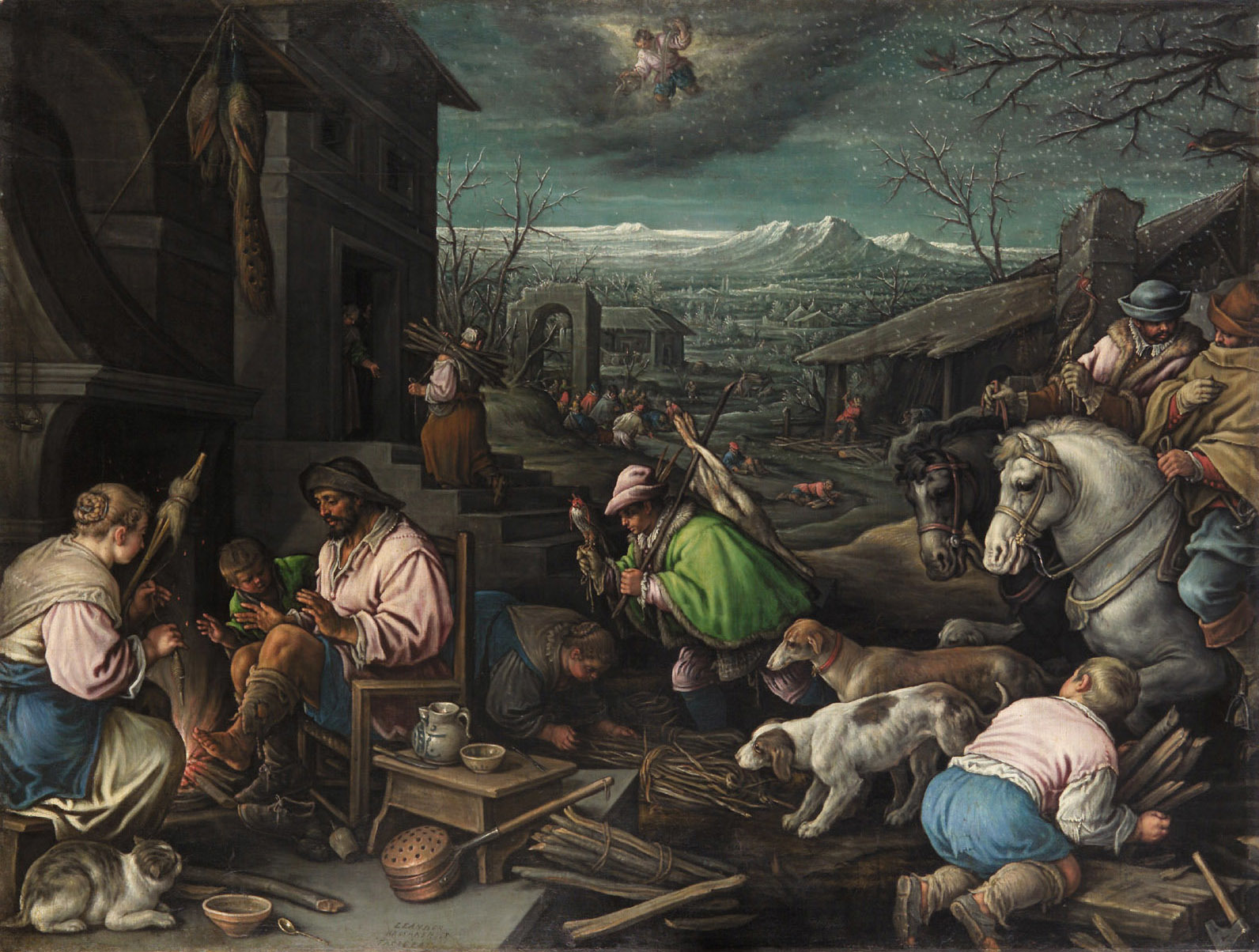
Januar, Leandro Bassano, 1595/1600

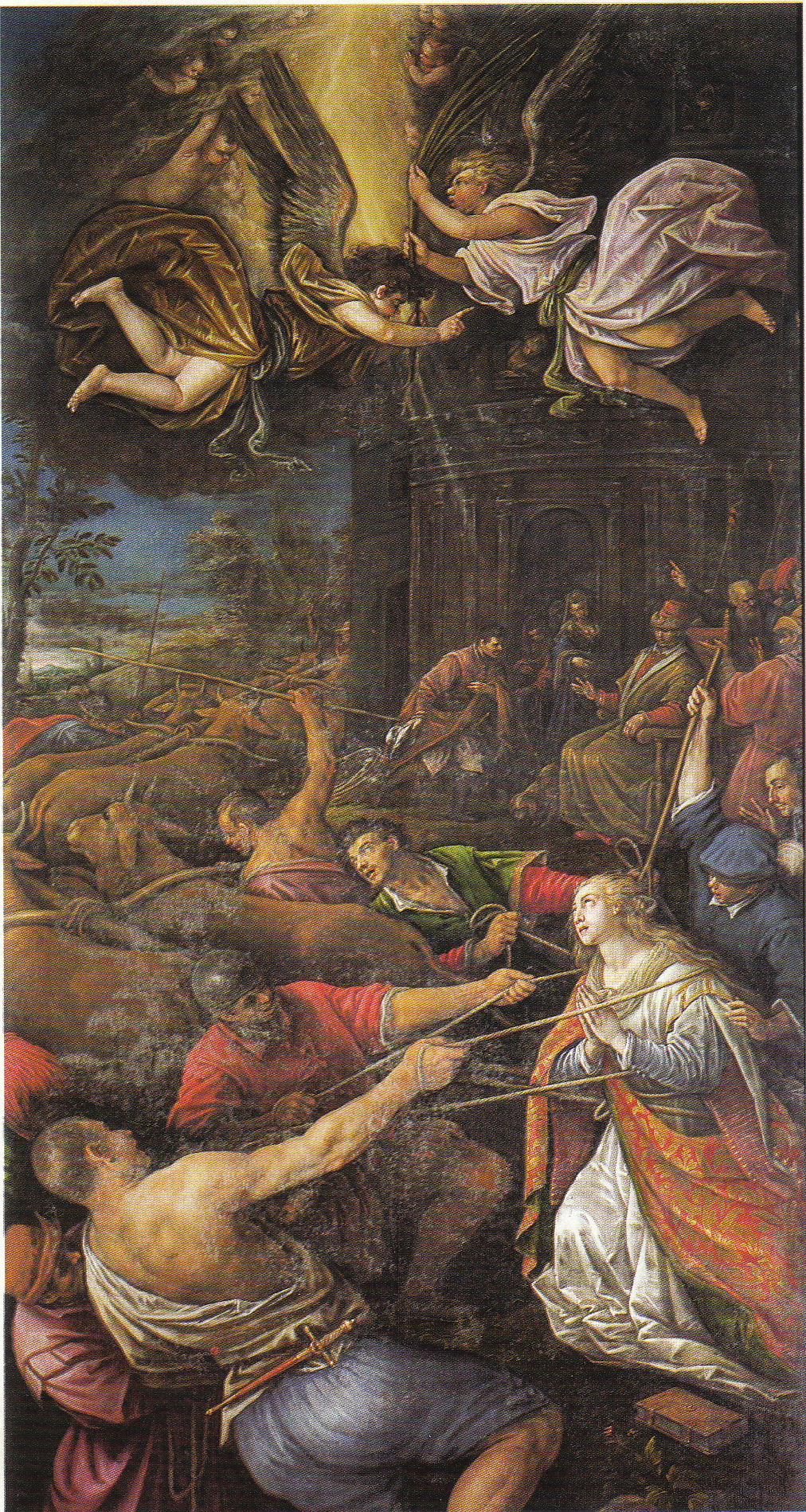
Märtyrertod der Hl. Lucia, Leandro Bassano Venedig, San Giorgio Maggiore

Leandro Bassano (eigentlich Leandro dal Ponte) (* 26. Juni 1557 in Bassano del Grappa; † 15. April 1622 in Venedig) war ein italienischer Maler und einer der vier Söhne aus der Malerfamilie von Jacopo Bassano. 
Er arbeitete in der venezianischen Werkstatt seiner Familie unter seinem älteren Bruder Francesco Bassano dem Jüngeren, der dem venezianischen Zweig der Familie vorstand. Francesco beging ein paar Monate nach dem Tod seines Vaters Selbstmord. Danach übernahm Leandro die Leitung der Werkstatt und trat in Venedig vor allem als Bildnis-Maler hervor, wobei seine Porträts mit denen von Jacopo Tintoretto verglichen wurden. Um 1595 wurde er vom Dogen geadelt (danach fügte er manchmal „Eques“ zu seiner Unterschrift hinzu). Seine Werke zeigen eine satte Farbigkeit und beinhalten oft schroffe Lichteffekte. Im Sinne seines Vaters führte er den früheren Stil des ausgeprägten Bilderzählens fort und erwies sich aus poetischer Schilderer ländlicher Idyllen.

## Werke
- Penelope, um 1575–85, Öl auf Leinwand, 92 × 85 cm (Rennes, Musée des Beaux-Arts)
- Das letzte Abendmahl, um 1578, Öl auf Leinwand (Venedig, Santa Maria Formosa)
- Grablegung Christi, 1578–80, Öl auf Leinwand, 82 × 60,5 cm (Wien, Kunsthistorisches Museum GG 5680)
- Allegorie des Elements Erde, um 1580, Öl auf Leinwand, 148 × 234,2 cm (Baltimore, Walters Art Museum)
- Bildnis eines venezianischen Magistraten, um 1580, Öl auf Leinwand, 49 × 39 cm (Wien, Kunsthistorisches Museum GG 1949)
- Bildnis einer alten Frau, um 1580, Öl auf Leinwand, 35 × 30 cm (St. Petersburg, Eremitage)
- Kreuztragung Christi, um 1580–85, Öl auf Schiefer, 37 × 35,5 cm (St. Petersburg, Eremitage)
- Gleichnis vom reichen Mann und dem armen Lazarus, um 1590–95, Öl auf Leinwand, 134 × 181,5 cm (Wien, Kunsthistorisches Museum GG 1547)
- Jahrmarkt, um 1590–1600, Öl auf Leinwand, 180 × 264 cm (Wien, Kunsthistorisches Museum GG 6010)
- Christus vertreibt die Händler aus dem Tempel, um 1592–94, Öl auf Leinwand, 138 × 191 cm (Wien, Kunsthistorisches Museum GG 3520)
- Der ungläubige Thomas, um 1592–94, Öl auf Leinwand, 157 × 100 cm (St. Petersburg, Eremitage)
- Aufbruch Abrahams ins gelobte Land, um 1595, Öl auf Leinwand, 136 × 187 cm (Wien, Kunsthistorisches Museum GG 1550)
- Susanna und die Alten, um 1595, Öl auf Leinwand, 80 × 213 cm (St. Petersburg, Eremitage)
- Bildnis der Dogaressa Morosina Morosini, um 1595–96, Öl auf Leinwand, 134 × 111 cm (Dresden, Gemäldegalerie Alte Meister Inv. Nr. 282)
- Bildnis des Dogen Marino Grimani, um 1595–96, Öl auf Leinwand, 134 × 111 cm (Dresden, Gemäldegalerie Alte Meister Inv. Nr. 281)
- Christus, das Kreuz tragend, nach 1596, Öl auf Leinwand, 81 × 67 cm (Dresden, Gemäldegalerie Alte Meister Inv. Nr. 280)
- Monatsbilder Januar, Februar, März, April, Mai, Juni, Juli, August, November, um 1595–1600, Öl auf Leinwand, je 145 × 216 cm (Wien, Kunsthistorisches Museum GG 4292, 4293, 4296, 4298, 4299, 4294, 4308, 4309, 4297)
- Das Jüngste Gericht, um 1595–1605, Öl auf Kupfer, 71,1 × 48,3 cm (Birmingham Museum of Art)
- Der Wechsler Orazio Lago, seine Frau und ein Klient, um 1600, Öl auf Leinwand, 93 × 101 cm (Wien, Kunsthistorisches Museum GG 343)
- Bildnis eines Prämonstratensers, um 1600, Öl auf Leinwand, 115 × 107 cm (Wien, Kunsthistorisches Museum GG 3686)
- Bildnis eines Prämonstratensers, um 1600–10, Öl auf Leinwand, 79 × 58 cm (Wien, Kunsthistorisches Museum GG 20)
- Hl. Giuliana Falconieri, um 1600–15, Öl auf Leinwand, 128 × 94 cm (Wien, Kunsthistorisches Museum GG 43)
- Hl. Franziskus, um 1600–15, Öl auf Leinwand, 128 × 94 cm (Wien, Kunsthistorisches Museum GG 42)
- Bildnis eines Herrn, um 1605, Öl auf Leinwand, 92 × 107 cm (Dresden, Gemäldegalerie Alte Meister Inv. Nr. 283)
- Papst Honorius III. bestätigt die Regel des hl. Dominikus im Jahr 1216, Öl auf Leinwand (Venedig, Basilika S. Giovanni e Paolo)
- Der hl. Hyazinth wandelt über dem Wasser des Dnjepr, Öl auf Leinwand (Venedig, Basilika S. Giovanni e Paolo)
- Moses schlägt Wasser aus dem Felsen, Öl auf Leinwand, 102 × 120 cm (Paris, Musée du Louvre)
- Märtyrertod der Hl. Lucia (Venedig, San Giorgio Maggiore)